# Протопоповка (Белгородская область)
Протопоповка — село в Шебекинском районе Белгородской области.
Входит в состав Большегородищенского сельского поселения.

## География
Расположено юго-западнее села Стариково и граничит с ним. Восточнее села протекает река Короча.
Через Протопоповку проходят просёлочные дороги.

### Улицы
- ул. Ватутина
- ул. Гагарина
- ул. Комсомольская
- ул. Октябрьская
- ул. Садовая

## Население
| 2002 | 2010 |
| ---- | ---- |
| 321  | ↗354 |